# Список умерших в 698 году

## Дата смерти неизвестна или требует уточнения
- Бертред — знатный англосакс, живший в Нортумбрии и от имени её монархов в 680/685—698 годах управлявший северными областями этого королевства.
- Ицамнах-Балам — правитель Южного Мутульского царства со столицей в Дос-Пиласе.
- Одульвальд из Мельроуза — игумен из Мельроуза.
- Трудон, аббат Маастрихтский, «апостол Хеспенгау», святой.
- Тукаспадак — 3-й ихшид (властелин) Согда (690—698).
- Хнанишо I, католикос-патриарх Церкви Востока (686—698), сирийский христианский писатель.